# Deutsche Botschaft Suva
Die Deutsche Botschaft Suva ist die diplomatische Vertretung der Bundesrepublik Deutschland in Fidschi. Botschafter Andreas Prothmann leitet die im Jahr 2023 eröffnete Botschaft in Suva. Die Straßenadresse lautet: 14 Banuve Street, Nasese, Suva, Fidschi. Die Botschaft bietet nur Nothilfe und erteilt keine Visa. Rechts- und Konsularaufgaben nimmt die Botschaft in Wellington wahr.